# Pembroke (Ontario)
Pembroke è una città del Canada, capoluogo della contea di Renfrew, nella provincia dell'Ontario.